# Unreal Tournament 2003
Unreal Tournament 2003, abbreviato UT2003, è un videogioco di genere sparatutto in prima persona progettato principalmente per il multiplayer, anche se è possibile giocare in modalità giocatore singolo grazie alla simulazione di avversari umani con l'uso di bot guidati da una IA. Successore di Unreal Tournament pubblicato nel 1999, è il secondo capitolo della serie Unreal sviluppata dalla Epic Games. La pubblicazione di UT2003 è stata seguita a breve da quella di Unreal II: The Awakening, successore di Unreal Tournament, orientato al solo giocatore singolo, anche se in seguito è stato reso disponibile un add-on per consentire la modalità multiplayer. Il seguito di UT2003 è Unreal Tournament 2004, uscito nel marzo 2004.
Unreal Tournament 2003 sfrutta il motore grafico Unreal Engine 2.

## Accoglienza
UT2003 ha ricevuto recensioni grossomodo positive, ma non ha raggiunto l'impatto che il suo predecessore ha avuto. Una ragione di ciò è il fatto che ha avuto una significativa concorrenza nel campo degli sparatutto, con Halo: Combat Evolved, Operation Flashpoint: Cold War Crisis, Tribes 2 e Battlefield 1942. inoltre, UT2003 ha ricevuto un'accoglienza fredda, se non ostile, da parte dei fan accaniti della prima versione, che accusarono la Epic di aver stravolto la natura e il gameplay del videogioco. Le lamentele principali colpivano l'aspetto generale, la scalabilità, i movimenti possibili e l'approccio al gioco. Molti inoltre si lamentarono dei cambiamenti alle armi, come la perdita del fucile da cecchino, le modifiche al traslocatore, l'aspetto degli avatar dei giocatori, il visualizzatore di server, che conteggiava i bot come giocatori normali. Di conseguenza, molti di questi fan rimasero delusi. I fan delle modalità di gioco Assalto e Dominio furono altrettanto scontenti, visto che la prima fu eliminata e la seconda pesantemente modificata.
Sia i giocatori che gli sviluppatori furono d'accordo sul fatto che UT2003 non era altro che un prodotto piuttosto grezzo nella sua forma, anche se fu completato a dovere, senza i normali bug che generalmente affliggono i software pubblicati in tutta fretta. Vi si possono trovare numerose easter eggs (ad esempio, veicoli nascosti) come suggerimenti per il potenziale futuro di UT2003; era ovvio che Epic Games aveva piani veramente ambiziosi per il sequel di UT, e la pubblicazione "grezza" di UT2003 fu effettuata quasi sicuramente per problemi di tempistiche stringenti. Oltre ad aver così guadagnato molto tempo per l'inserimento delle modalità Assalto ed Energia nelle successive versioni, gli sviluppatori poterono correggere molti problemi che i giocatori ebbero con UT2003. Come risultato, UT2003 si è rivelato una versione di preparazione al vero videogioco, Unreal Tournament 2004, che ha così incontrato pareri favorevoli.

## Modalità di gioco
Le modalità disponibili sono:
- Deathmatch: classica modalità di tutti contro tutti, in cui vince chi fa più frag.
- Team Deathmatch: modalità deathmatch a due squadre
- Capture the flag: cattura la bandiera. Due squadre si affrontano su una mappa con due basi, e ognuna delle due deve rubare la bandiera dalla base dell'altra. Per fare punto, la bandiera avversaria dev'essere portata sulla propria, mentre è nella sua posizione in base.
- Double Domination (Doppio Dominio): due squadre devono tenere il controllo della mappa attraverso due punti particolari, detti "punti di controllo". Mantenere il controllo di entrambi i punti per un certo lasso di tempo assegna un punto alla propria squadra.
- Bombing Run: una palla viene messa al centro della mappa, e i giocatori, per segnare, devono farla arrivare alla porta avversaria. La palla può essere lanciata e passata fra i giocatori. 3 punti vengono guadagnati nel caso la palla venga lanciata attraverso la porta, 7 se la porta viene attraversata dal giocatore che porta la palla.

### Armi
In UT2003 sono disponibili le seguenti armi:
- Traslocatore
- Scudo
- Fucile d'assalto
- Magnum
- Revolver
- Auto-Blaster
- Biofucile
- Fucile Shock
- Fucile Link
- Minigun
- Nailgun
- Auto-Railgun
- Fusion Flare Pistol
- Combat Dispersion Rifle
- Cannone Flak
- Lanciarazzi
- Fulminatore
- Cannone a Ioni
- Redentore

Le ultime due non appaiono nella versione demo del gioco.
Vi sono poi altre armi disponibili come mutatori scaricabili. Esse rimpiazzano le normali armi di gioco della mappa.

### Mutatori
I mutatori sono aggiunte che permettono di modificare lo stile di gioco. Quelli disponibili nel gioco sono:
- Big Head (Testa grande): aumenta la dimensione della testa del giocatore in modo proporzionale a quanto sta giocando bene.
- Floaty Cadavers (Cadaveri galleggianti): riduce l'effetto della gravità sui cadaveri dei giocatori.
- Quad Jump: permette ai giocatori di fare un salto quadruplo invece del normale doppio.
- InstaGib: è il mutatore più popolare della serie. Sostituisce tutte le armi con un Fucile Shock modificato, con munizioni infinite ed un solo tipo di fuoco, che permette di uccidere l'avversario con un singolo raggio.
- Zoom InstaGib: come Instagib ma con l'aggiunta di uno zoom all'arma in dotazione.
- Vampire: il giocatore aumenta la propria vita quando ferisce l'avversario.

## Sinossi
Il personaggio partecipa ad un torneo dove l'obiettivo è uccidere gli altri partecipanti, al fine di avanzare nel torneo ed eventualmente sconfiggere il boss finale, Malcolm.

## Colonna sonora
La colonna sonora di UT2003 è stata creata dal produttore canadese Starsky Partridge, e contiene brani da orchestra, hard rock e canzoni elettroniche minimalistiche. Starsky Partridge è stato inoltre responsabile della musica per Unreal II e Unreal Championship.